# جينتي كاينبيل
جينتي كاينبيل (18 يوليو 1996 ببلجيكا - ) هو لاعب كرة قدم بلجيكي في مركز الهجوم. شارك مع منتخب بلجيكا تحت 17 سنة لكرة القدم ومنتخب بلجيكا تحت 18 سنة لكرة القدم ومنتخب بلجيكا تحت 19 سنة لكرة القدم. أما مع النوادي، فقد لعب مع إف سي آيندهوفن وسيركل بروج ونادي غينت.

## روابط خارجية
- جينتي كاينبيل على موقع الاتحاد البلجيكي (الإنجليزية)
- جينتي كاينبيل على موقع قاعدة بيانات كرة القدم.إي يو (الإنجليزية)
- جينتي كاينبيل على موقع Soccerway.com (الإنجليزية)
- جينتي كاينبيل على موقع عالم كرة القدم.نت (الإنجليزية)